# Ada et Eben

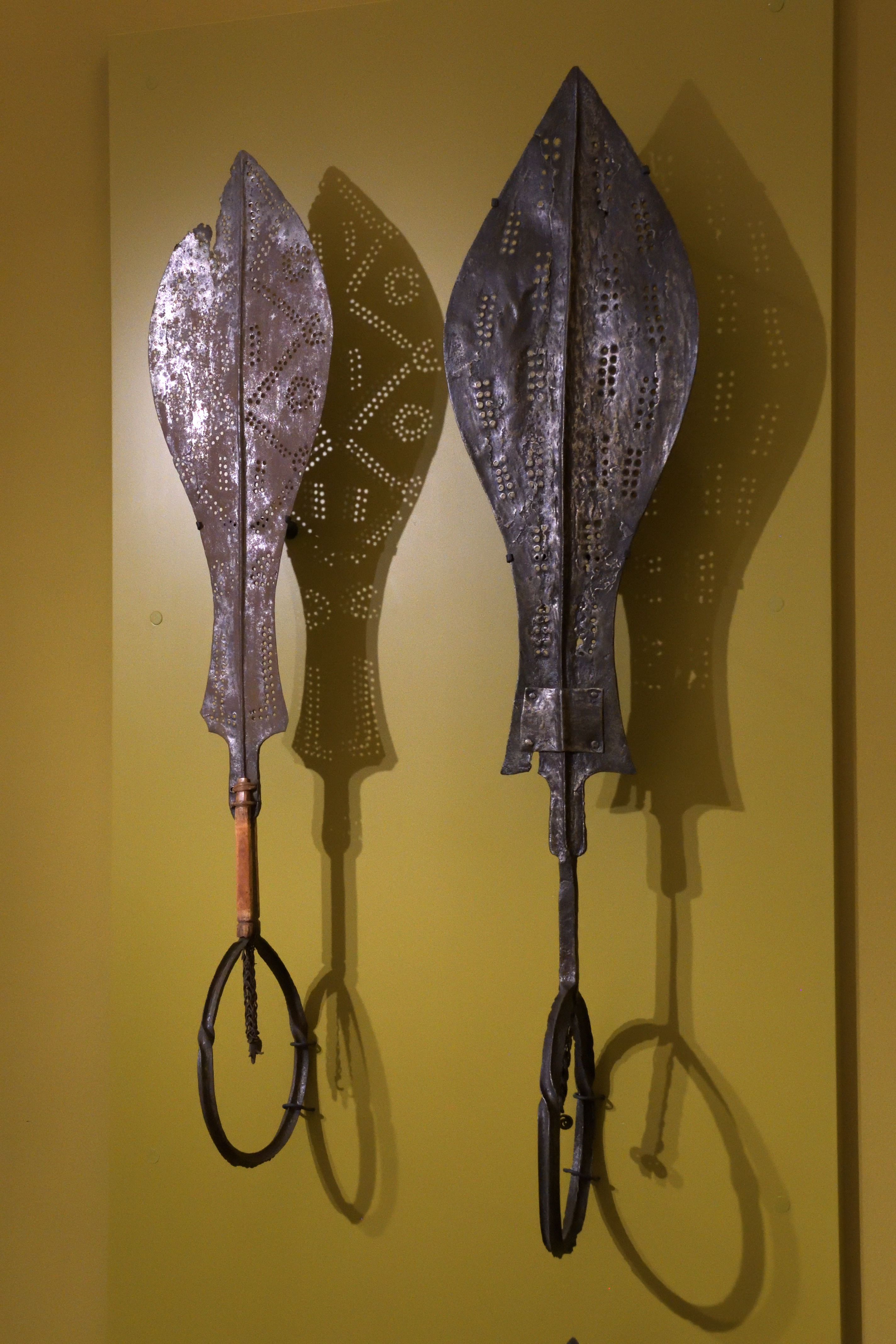
Deux Eben cérémoniels.

Ada et Eben sont des sceptres en forme d'épée qui représentent des symboles d'autorité dans l'ancien royaume du Bénin. Ada, qui représente une « épée d'honneur » et Eben qui représente une « épée pour danser », sont introduits dans le système monarchique béninois pendant la dynastie des Ogiso. Les deux sceptres sont principalement utilisés pour la proclamation de l'autorité et les activités cérémonielles. La dynastie Ogiso Ere les introduit dès le début de leur ère. La chronologie pose de nombreuses questions et les estimations de la tradition orale (vers 16 apr. J.-C.) sont très éloignées des évaluations chronologiques par les historiens (durant le Xe siècle). L'Ada semble être supérieure à l'Eben car elle est détenue par l'Oba du royaume du Bénin. Cependant, il peut parfois être délégué à n'importe quel chef supérieur du Royaume tel que les Uzama (faiseurs de roi). Alors que l'Eben est souvent détenu par des chefs titrés dans le royaume du Bénin,.
Les Edos croient que le fer a un pouvoir mystique : l'Ase. Ce pouvoir lui permet de faire que les mots deviennent réalité. Toutes proclamations effectuées devant l'Ada ou l'Eben fait dès lors autorité. 
L'Ada porté lors de cérémonies publiques est un symbole d'autorité. Il aurait le pouvoir des ancêtres et des rois passés, signifiant que seul le roi légitime ou une personne de grande autorité est capable de le porter. 
Il existe de nombreuses reproductions ainsi que des épées miniaturisées incrustées directement dans les bracelets ou les bijoux de celles et ceux qui représentent un titre d'autorité du royaume du Bénin.
Selon la tradition orale, lors de l'accession au trône d'Ewuare, trois avalaka (épées cérémonielles) sont ramenées depuis Ife. L'une étant prévue pour le chef d'Ife, la seconde pour l'Oba et la troisième pour le chef des Uzama. Les deux épées sacrées, ada et eben, portaient encore le nom d'avalaka alors. L'ada revenait à l'Oba et l'Eben au chef des Uzama. 
Il est important de noter que s'il est autorisé de porter des représentations de l'Eben en public, l'Oba a interdit la reproduction de l'Ada. Pourtant, il est fréquent que le motif de l'Ada et de l'Eben croisé soient représentés dans la culture populaire. Il représente également un emblème du nationalisme Edo. La représentation de l'Eben est très fréquente dans l'art, notamment sur les masques car il lui est attribué un pouvoir purificateur,. Le symbole des deux épées croisées est un symbole d'unité et d'appartenance fort, malgré l'interdiction de son utilisation au sein de logotypes.
Divers Ada et Eben sont exposés ou entreposés au sein de musées.

## Voir également
- Liste des Ogiso
- Royaume du Bénin
- Oba du Bénin